# Юматов, Владимир Сергеевич
Влади́мир Серге́евич Юма́тов (род. 19 мая 1951, Москва) — советский и российский актёр театра и кино,  кандидат философских наук. Народный артист Российской Федерации (2014).

## Биография
Владимир Юматов родился 19 мая 1951 года в Москве, в актёрской семье. Родители, Сергей Никифорович Юматов (1921—1980) и Татьяна Владимировна Шаврина вместе окончили Оперно-драматическую студию имени  К. С. Станиславского.
В детстве увлекался музыкой и театром. До восьмого класса учился в Московской военно-музыкальной школе. В течение пяти лет в составе роты юных барабанщиков открывал парады на Красной площади.
После окончания московской средней школы № 820 пытался поступить в ГИТИС (на курс Андрея Гончарова), но не прошёл в третьем туре.
После службы в рядах Советской армии поступил на учёбу на философский факультет МГУ. Окончив МГУ, работал в НИИ Академии общественных наук при ЦК КПСС, куда через 2—3 года после этого распределилась на работу выпускница факультета психологии МГУ Ирина Булыгина — его будущая жена. В Академии защитил кандидатскую  диссертацию по прикладной социологии. Тема диссертации связана с влиянием неформальной сферы межличностного общения на формирование человека и его социальное поведение.
После защиты диссертации работал заместителем главного редактора Главной редакции писем и социологических исследований Гостелерадио СССР.
Актёрскую карьеру начал в Студенческом театре МГУ под руководством Романа Виктюка, куда пришёл после пятого курса МГУ и проработал там семь лет.
В 1984 году режиссёр Марк Розовский пригласил Юматова в Московский государственный театр «У Никитских ворот»
В 2002 году Владимиру Юматову присвоено почётное звание «Заслуженный артист Российской Федерации», а в 2014 году — «Народный артист Российской Федерации».
В 2016 году Владимир Юматов по приглашению режиссёра Марка Захарова перешёл в Московский государственный театр «Ленком», где и работает по настоящее время. Продолжает сотрудничать с театром «У Никитских ворот».
Активно снимается. На счету актёра более 120 киноролей. 
В 2022 году в серии «Актёрская книга» издательства «Зебра Е» вышла книга В. Юматова «Быстрей и громче».

### Семья
Вторая жена — Ирина Булыгина, родилась в Индии в семье советского журналиста-международника, психолог, окончила факультет психологии МГУ. У супругов — двое детей. Старший сын — Сергей, журналист, окончил институт иностранных языков, владеет двумя языками, работает в агентстве «ТАСС». Младший сын — Алексей, окончил этот же институт иностранных языков.

## Творчество

### Театральные работы
Студенческий театр МГУ:
- «Уроки музыки» (реж. Роман Виктюк)
- «Завтра была война» (реж. Роман Виктюк); ДК «Замоскворечье»

Театр «У Никитских ворот» под руководством М. Розовского:
- «Бедная Лиза»
- «История лошади»
- «Гамбринус»
- «Роман о девочках»
- «Два существа в беспредельности»
- «Цена» (реж. В. Харченко)
- «Сапожники» (реж. В. Херрман)
- «Доктор Чехов»
- «Два Чеховых»
- «Ромео и Джульетта»
- «Дядя Ваня»
- «Крокодильня»
- «Живой труп»
- «Как поссорился И. И. с И. Н.»
- «Гамлет»

Театр «Ленком»:
- «День опричника»
- «Капкан»
- «Фальстаф и Принц Уэльский»
- «Вишнёвый сад»
- «Королевские игры»
- «Поминальная молитва»
- «Женитьба»
- «Последний поезд»

### Фильмография
- 1979 — Место встречи изменить нельзя — парень с девушкой на скамейке, ретировавшиеся при виде оперативника Васи Векшина (1-я серия, в титрах не указан)
- 1982 — Просто ужас! — Беклемисов, друг Мурашова-старшего
- 1986 — Попутчик — друг Жилина
- 1988 — Воскресенье, половина седьмого — Николай Павлович, следователь прокуратуры
- 1989 — Нечистая сила — следователь
- 1990 — Страсти по Владимиру — эпизод
- 1991 — Гамбринус
- 1992 — Чайка (короткометражный)
- 1992 — Рэкет — Титов, редактор
- 2001 — Игры в подкидного
- 2001 — Линия защиты — Павел, старший сын Виктора Кошелева
- 2001 — Фаталисты — Геннадий Степанович
- 2002 — Next 2 — таксист
- 2002 — Любовник — Адик
- 2002 — Марш Турецкого (2-й сезон) — Аркадий Викторович Придорога, депутат
- 2004 — Время жестоких — Станислав Нетребин, «правая рука» Князева
- 2004 — Афромосквич — декан
- 2004 — Всё начинается с любви — Фёдоров
- 2004 — Московская сага — следователь НКВД
- 2005 — Адъютанты любви — Прошка
- 2006 — Кто в доме хозяин? — оценщик
- 2006 — Очарование зла — следователь
- 2006 — Пушкин. Последняя дуэль — Василий Андреевич Жуковский, русский поэт
- 2007 — Закон и порядок — Михаил Серафимович, дирижер
- 2007 — Ликвидация — Семчук, следователь (и закадровый текст)
- 2007 — Агония страха — Турин
- 2007 — Тяжёлый песок — Штальбе, немецкий офицер, оберштурмбаннфюрер СС, комендант города Сновска
- 2007 — Одна любовь души моей — Ведущий/Василий Жуковский
- 2007 — Я — сыщик — Сан Саныч
- 2008 — Защита — Смуглов
- 2008 — Второе дыхание — Сиренко
- 2008 — Монтекристо — Михаил Сергеевич Сомов
- 2009 — Неизвестный путч — Борис Карлович Пуго, министр внутренних дел СССР
- 2009 — Правда скрывает ложь — Евгений Семёнович, генерал МВД
- 2009 — Пират и пиратка — Аркадий Семёнович Селезнёв, профессор, лечащий врач Пашкова
- 2009 — Путь домой — Клим
- 2009 — В одном шаге от Третьей мировой — Эдгар Гувер
- 2009 — Журов — следователь из Москвы
- 2009 — Сердце капитана Немова — военный врач
- 2009 — Суд — Леонид Осипов, преподаватель, обвиняемый в получении взятки
- 2009 — Исаев — Станислав Иванович Гржимальский, генерал
- 2009 — Петля — Алексей Павлович Пауков, полковник
- 2009 — Завтра всё будет по другому (документальный фильм) — Борис Карлович Пуго, министр внутренних дел СССР
- 2010 — Что скрывает любовь — Максим Захарович, следователь на пенсии
- 2010 — Афганистан. Точка невозврата (документальный фильм)
- 2010 — Детективное агентство «Иван да Марья» — Глебов
- 2010—2011 — Побег — Владимир Иванович Попов, начальник ИТУ № 24
- 2010 — Срочно в номер — Игорь Михайлович Субботин, подполковник, начальник пресс-службы УВД
- 2010 — Сивый мерин — начальник отдела МУРа, полковник Скоробогатов
- 2010 — Стреляющие горы — эпизод
- 2010 — Голоса — Гудков, майор ОБС
- 2010 — Основная версия — Дмитрий Вячеславович Колчин, отец Евгения, дипломат
- 2010 — Карусель — юрист
- 2011 — Группа счастья — Дмитрий Николаевич Афанасьев, следователь
- 2011 — Каменская 6 (фильм № 6 «Пружина для мышеловки») — Лев Аргунов
- 2011 — Товарищи полицейские (фильм «Мошенники») — Юрий Васильевич Макеев («Дед»), майор полиции
- 2011 — Ельцин. Три дня в августе — Михаил Сергеевич Горбачёв, Президент СССР, Генеральный секретарь ЦК КПСС
- 2011 — Мы объявляем вам войну — Анатолий Васильевич Жигунов, отец Алёны
- 2011 — Чёрные волки — Николай Иванович Клименко, полковник, командир военно-строительной части
- 2011 — Дом образцового содержания — Сергей Георгиевич Грибоедов, кинорежиссёр
- 2012 — Мосгаз — Григорий Михайлович Чудовский, журналист, фронтовой друг Черкасова
- 2012 — Наружное наблюдение — Сергей Гаврилович Завьялов, уголовный авторитет
- 2012 — Однажды в Ростове — Геннадий Павлович Копыльцов, начальник ростовского Управления КГБ, полковник
- 2012 — Нелюбимая — мэр города Геннадий Алексеевич Мажаев
- 2012 — Праздник взаперти — рассказчик
- 2012 — Схватка — Куратор
- 2013 — Метро — начальник ГУВД Москвы, генерал-полковник полиции
- 2013 — Убить Сталина — Николай Сидорович Власик, генерал, начальник охраны Сталина
- 2014 — Академия — Лобанов
- 2014 — Похищение Евы — Юрий Рудольфович Подгорный, отец Евы, депутат и предприниматель
- 2014 — Солнечный удар — осторожный полковник, любитель оперы
- 2014 — Вдова — Валерий Григорьевич Малкин, отец Полины
- 2014 — Григорий Р. — Пётр Аркадьевич Столыпин, председатель Совета министров Российской империи
- 2014 — Палач — Григорий Михайлович Чудовский, журналист, редактор газеты «Советская трибуна», фронтовой друг Черкасова
- 2015 — Город — Назар Акимович Барсуков, старшина милиции
- 2015 — И я там был
- 2015 — Конец прекрасной эпохи — член редколлегии
- 2015 — Паук — Григорий Михайлович Чудовский, журналист, редактор газеты «Советская трибуна», фронтовой друг Черкасова
- 2015 — Таинственная страсть — Фёдор Филиппович Килькичёв, заведующий отделом пропаганды и агитации ЦК КПСС
- 2015 — Неподкупный — Пётр Васильевич Анисимов, начальник следственного отдела при Генеральной прокуратуре СССР
- 2016 — Екатерина. Взлёт — граф Пётр Борисович Шереметев
- 2016 — Челночницы — Павел Алексеевич Рябушкин, майор милиции в отставке, отец челночницы Ольги Родионовой
- 2016 — Шакал — Григорий Михайлович Чудовский, журналист, редактор газеты «Советская трибуна», фронтовой друг Черкасова
- 2016 — Преступление — Виктор Владимирович Антонов, мэр города Светогорска
- 2016 — Отражение радуги — Сергей Иванович Макаров, полковник полиции, начальник убойного отдела
- 2017 — Крылья империи — Ильин
- 2017 — Торгсин — Александр Евгеньевич Ферсман, академик, руководитель Алексея
- 2017 — Хождение по мукам — Тётькин
- 2018 — Операция «Сатана» — Григорий Чудовский, редактор газеты «Советская трибуна», фронтовой друг Черкасова
- 2019 — Формула мести — Григорий Чудовский, редактор газеты «Советская трибуна», фронтовой друг Черкасова
- 2019 — Поселенцы — Александр Михайлович Семёнов («Шерхан»)
- 2019 — Приставы
- 2020 — Катя и Блэк — Сергей Иванович Ковалёв
- 2020 — Катран — Григорий Михайлович Чудовский, начальник отдела пропаганды ЦК КПСС
- 2021 — Угрюм-река — Николай Николаевич Новиков, инспектор Госгорнадзора
- 2021 — Западняп — Григорий Михайлович Чудовский, начальник отдела пропаганды ЦК КПСС
- 2021— Нинель—Серый криминальный авторитет
- 2022 — Обратимая реальность — Сыщик
- 2022 — Чернобыль
- 2023 — Шаляпин — Савва Мамонтов
- 2023 — Последнее дело Черкасова — Григорий Михайлович Чудовский